# Kudrun

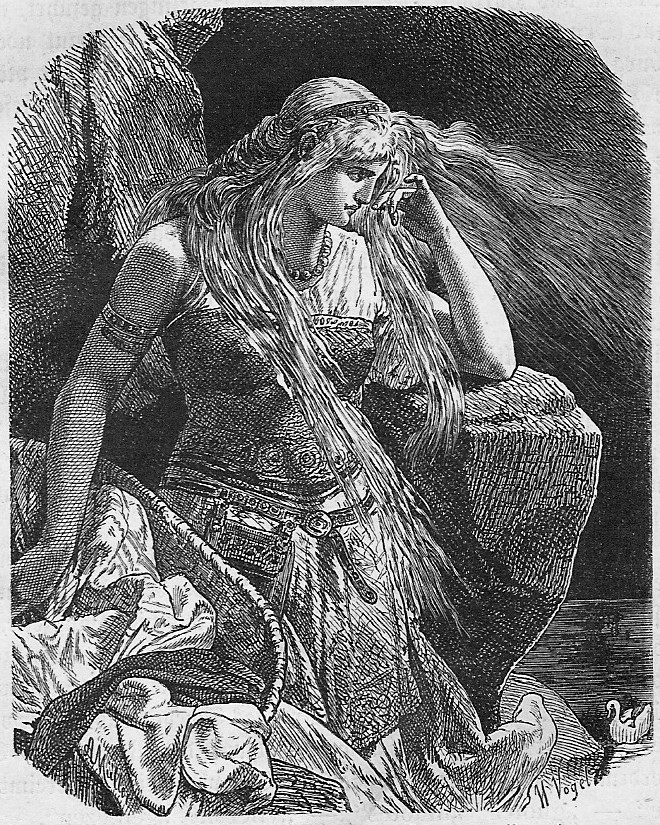
Gudrun vid havet, nationalromantisk xylografi från 1880.

Kudrun, även Gudrun eller Gudrundsagan är ett medelhögtyskt folkepos, diktat i Österrike omkring 1200.
Sagomotivet går tillbaka på en dansk berättelse från vikingatiden, och händelsernas centrum är Östersjön. Hjältinnan Kudrun är dotter till Hilde och kung Hettel av Danmark. Eposets första del behandlar Hildes bortrövande genom Hettel. Sedan skildras hur Kudrun i kamp vinnes av Herwig av Själland men bortförs av en avvisade friare, Hartmut av Normandie. Efter en 13-årig fångenskap befrias Kudrun av en här, anförd av bland andra Herwig. Kudrun och Herwig förenas, och dikten slutar med en allmän försoning.
Dikten har bland annat utgetts av Karl Bartsch (4:e upplagan 1880), E. Schröder & E. Martin (2:a upplagan 1911), B. Sijmons (3:e upplagan 1930) och Eduard Sievers (2:a upplagan 1930).